# Arthur Benjamin Reeve
Arthur Benjamin Reeve (* 15. Oktober 1880 in Patchogue, New York; † 9. August 1936 in Trenton, New Jersey) war ein US-amerikanischer Journalist und Schriftsteller.

## Leben
Reeve verbrachte seine Kindheit und Jugend in Brooklyn. Nach seinem Schulbesuch dort studierte er Rechtswissenschaften an der Princeton University und wechselte später an die New York Law School. Nach erfolgreichem Abschluss kehrte er zurück und lebte bis 1932 an verschiedenen Orten des Long Island Sound. Seinen Lebensunterhalt verdiente Reeve als Journalist, versuchte aber schon in dieser Zeit, sich als Schriftsteller zu etablieren. 
Vom Publikum wie auch von der Literaturkritik wurde Reeve gerne auch der „amerikanische Sherlock Holmes“ genannt. Grund dafür war unter anderem dessen Protagonist Professor Craig Kennedy, ein Chemiker, der – unterstützt vom Journalisten Walter Jameson – in über achtzig Erzählungen auf geniale Weise Verbrechen aufklärt. Verglichen wurde Craig Kennedy oft mit Doyles Sherlock Holmes bzw. Freemans Dr. Thorndyke. 
1932 ließ sich Reeve in Trenton nieder, um seiner Alma Mater Princeton etwas näher zu sein. Er starb zehn Wochen vor seinem 56. Geburtstag am 9. August 1936 und fand dort auch seine letzte Ruhestätte. 

## Werke (Auswahl)
Craig-Kennedy-Reihe
- The exploits of Elaine. 1915.
- The silent billet. 1912.
- The stars scream murder. 1936.
- The war terror. Further adventures of Craig Kennedy. 1915.

andere Romane
- Constance Dunlap. Woman detective. 1916.
- Guy Garrick. 1914.

## Verfilmungen
- 1951 Craig Kennedy, Criminologist. TV-Serie.